# Finché sarà passata la tua ira
Finché sarà passata la tua ira (titolo originale Till dess din vrede upphör) è un romanzo giallo della scrittrice svedese Åsa Larsson pubblicato in Svezia nel 2008. Come già accaduto ne Il sangue versato, anche in questa occasione il titolo fa riferimento ad un verso contenuto nell'Antico Testamento della Bibbia, più precisamente nel Libro di Giobbe.
È il quarto libro della serie sull'avvocatessa Rebecka Martinsson.
La prima edizione del romanzo è stata pubblicata nell'anno 2010 da Marsilio

## Trama
Wilma e Simon sono due giovani fidanzati che decidono di fare un'immersione del lago Vittangijärvi alla ricerca del relitto di un aereo precipitato tempo prima. Dopo aver fatto un foro nello strato di ghiaccio del lago, si immergono, ma qualcuno li sta osservando e chiude il foro mettendoci sopra una porta. Il corpo di Wilma riaffiora solamente molti mesi dopo e, ancora una volta, Anna-Maria Mella si occupa delle indagini assieme a Rebecka Martinsson che ormai soggiorna in pianta stabile a Kiruna, con l'incarico di procuratore. Risulta subito chiaro che non si è trattato di un incidente, così le due indagheranno sul passato di una famiglia che nasconde da molti anni un terribile segreto. 

## Edizioni
- Åsa Larsson, Finché sara passata la tua ira, traduzione di Katia De Marco, Marsilio, 2010. ISBN 978-88-317-0608-7.
- Åsa Larsson, Finché sara passata la tua ira, traduzione di Katia De Marco, Marsilio, 2011. ISBN 978-88-317-0905-7.
- Åsa Larsson, Finché sara passata la tua ira, traduzione di Katia De Marco, Universale Economica Feltrinelli, 2019. ISBN 978-88-297-0044-8.